# Кубок світу з біатлону 2007—2008, естафета, чоловіки
Естафетний залік Кубка світу з біатлону 2007–2008 серед чоловіків підводився за підсумками п'ятьох естафетних гонок (за підсумками сезону одна найгірша гонка не враховувалася до загального заліку), перша з яких відбулася 9 грудня 2007 в Гохфільцені, а остання відбулася в рамках чемпіонату світу в Естерсунді. В сезоні 2006-2007 титул найкращої естафетної команди виборола збірна Росії.

## Формат
Естафетна команда складається із чотирьох біатлоністів, кожен з яких пробігає три кола загальною довжиною 7,5 км і виконує дві стрільби - лежачи й стоячи. На кожній стрільбі біатлоніст повинен розбити 5 мішеней. Для цього йому дається 8 патронів, але в магазині карабіну тільки 5, додаткові патрони, в разі потреби, спортсмен повинен вкладати в рушницю вручну. За кожну нерозбиту мішень він карається проходженням штрафного кола. На першій стрільбі команди стріляють на установці, що відповідає їхньому номеру, надалі - в порядку прибуття. 
За перемогу в гонці команді переможниці нараховувалося 50 балів, за друге місце 46 балів, за третє - 43 бали, з поступовим зниженням балів до 1 за 30 місце. 

## Призери сезону 2006–07
| Медаль  | Країна    | Очки |
| ------- | --------- | ---- |
| Золото: | Росія     | 196  |
| Срібло: | Норвегія  | 189  |
| Бронза: | Німеччина | 178  |

## Переможці й призери етапів
| Етап:                | Золото:                                                                            | Час                                                       | Срібло:                                                                            | Час                                                       | Бронза:                                                                 | Час                                                       |
| Гохфільцен           | Норвегія Еміль Хегле Свендсен Александер Ус Халвар Ханевольд Уле-Ейнар Б'єрндален  | 1:18:31.2 (0+3) (0+1) (0+1) (0+1) (0+0) (0+0)             | Росія Іван Черезов Максим Чудов Микола Круглов Дмитро Ярошенко                     | 1:20:56.7 (0+0) (0+0) (0+0) (0+1) (0+2) (1+3) (0+1) (1+3) | Німеччина Міхаель Рьош Даніель Граф Карстен Пумп Міхаель Грайс          | 1:21:27.8 (0+0) (0+3) (0+2) (0+2) (0+0) (0+1) (0+1) (0+0) |
| Поклюка              | Росія Андрій Маковеєв Максим Чудов Дмитро Ярошенко Микола Круглов                  | 1:16:58.1 (0+0) (0+0) (0+0) (0+2) (0+1) (0+0) (0+0) (0+0) | Німеччина Міхаель Рьош Александер Вольф Андреас Бірнбахер Міхаель Грайс            | 1:19:33.1 (0+0) (0+3) (0+1) (0+0) (0+0) (1+3) (0+1) (0+3) | Австрія Даніель Мезотіч Фрідріх Пінтер Домінік Ландертінгер Сімон Едер  | 1:20:09.5 (0+1) (0+3) (0+3) (0+2) (0+3) (0+0)             |
| Обергоф              | Норвегія Еміль Хегле Свендсен Александер Ус Халвар Ханевольд Уле-Ейнар Б'єрндален  | 1:21:40.0 (0+2) (0+2) (0+3) (0+1) (0+1) (0+1) (0+3) (0+2) | Росія Іван Черезов Максим Чудов Дмитро Ярошенко Микола Круглов                     | 1:21:43.4 (0+1) (0+0) (0+3) (0+0) (0+1) (0+2) (1+3) (0+1) | Німеччина Міхаель Рьош Александер Вольф Андреас Бірнбахер Міхаель Грайс | 1:22:28.6 (0+3) (0+1) (0+0) (0+0) (0+3) (0+2) (2+3) (0+0) |
| Рупольдинг           | Норвегія Еміль Хегле Свендсен Руне Братсвеен Халвар Ханевольд Уле-Ейнар Б'єрндален | 1:27:06.9 (0+0) (0+0) (0+0) (0+1) (0+2) (0+1)             | Росія Іван Черезов Микола Круглов Дмитро Ярошенко Максим Чудов                     | 1:27:26.2 (0+0) (0+1) (0+1) (0+0) (0+1) (0+2)             | Німеччина Міхаель Рьош Александер Вольф Карстен Пумп Міхаель Грайс      | 1:27:52.2 (0+0) (0+1) (0+0) (0+2) (0+1) (0+2) (0+1) (0+0) |
| Чемпіонат світу 2008 | Росія Іван Черезов Микола Круглов Дмитро Ярошенко Максим Чудов                     | 1:21:00.7                                                 | Норвегія Еміль Хегле Свендсен Руне Братсвеен Халвар Ханевольд Уле-Ейнар Б'єрндален | 1:21:49.9                                                 | Німеччина Міхаель Рьош Александер Вольф Андреас Бірнбахер Міхаель Грайс | 1:22:43.2                                                 |

## Таблиця
| #  | Збірна          | ГОХ | ПОК | ОБЕ | РУП | ЧС | Разом |
| -- | --------------- | --- | --- | --- | --- | -- | ----- |
| 1  | Норвегія        | 50  | 40  | 50  | 50  | 46 | 196   |
| 2  | Росія           | 46  | 50  | 46  | 46  | 50 | 192   |
| 3  | Німеччина       | 43  | 46  | 43  | 43  | 43 | 175   |
| 4  | Швеція          | 34  | DNS | 40  | 40  | 34 | 148   |
| 5  | Австрія         | 30  | 43  | 30  | 34  | 40 | 147   |
| 6  | Франція         | 40  | 32  | 37  | 32  | 37 | 146   |
| 7  | Італія          | 28  | 37  | 28  | 37  | 24 | 132   |
| 8  | Білорусь        | 32  | 26  | 34  | 18  | 30 | 122   |
| 9  | Україна         | 26  | 34  | 32  | 22  | 26 | 118   |
| 10 | Чехія           | 18  | 30  | 26  | 28  | 32 | 116   |
| 11 | Словаччина      | 24  | 24  | 12  | 24  | 28 | 100   |
| 12 | Латвія          | 16  | 28  | 24  | 26  | 20 | 98    |
| 13 | Словенія        | 15  | 22  | 22  | DNS | 12 | 71    |
| 14 | Естонія         | 14  | 20  | 13  | 12  | 22 | 69    |
| 15 | США             | 22  |     |     | 30  | 16 | 68    |
| 16 | Швейцарія       | 37  | DNS | DNF | 13  | 16 | 66    |
| 17 | КНР             | 13  | 14  | 20  | 15  | 15 | 64    |
| 18 | Японія          | 10  | 15  | 18  | 20  |    | 63    |
| 19 | Болгарія        | 12  | 16  | 14  | DNS | 11 | 53    |
| 20 | Канада          | 20  | 18  | 10  |     |    | 48    |
| 21 | Фінляндія       |     |     | 15  | 13  | 18 | 46    |
| 22 | Польща          | DNS | DNS | 16  | 14  | 14 | 44    |
| 23 | Велика Британія | 9   | 13  | 11  | 11  | 8  | 44    |
| 24 | Сербія          |     | 12  |     | 10  | 7  | 29    |
| 25 | Казахстан       | 11  |     |     |     | 9  | 20    |